# Jean-Baptiste Cadet de Beaupré
Pour les articles homonymes, voir Beaupré.
Jean-Baptiste Cadet de Beaupré, né le 23 juin 1758 à Besançon, mort le 26 décembre 1823 à Lille, est un sculpteur français.

## Sa vie
Jean-Baptiste, Antoine  Cadet de Beaupré est né le 23 juin 1758, à Besançon, où son père était artiste dramatique. Admis à l’Académie royale de peinture et de sculpture de Paris, il est l’élève du sculpteur Claude Michel dit Clodion. En 1782, il expose au Salon de la Correspondance une sculpture sur ardoise « Nymphe et Satyre ».
Le 20 octobre 1783, il est nommé, sur concours, professeur de sculpture à l’Académie de Valenciennes, qui venait tout juste d'être créée.
Plus tard, au début des années 1800, il devient professeur de sculpture aux écoles académiques de Lille. Il a fait une statue de Louis XVIII, dont il reste un modèle en plâtre au musée de Douai. La statue a été élevée au milieu de la cour de la Bourse mais a été enlevée en 1830.
Il est décédé à Lille le 26 décembre 1823.

## Famille
Il est marié à Catherine Deblen, et le père de :
- César-Maximilien-Aimé-Jean-Baptiste Cadet de Beaupré, né à Valenciennes, le 23 janvier 1786, qui fut d'abord professeur à l'Académie de sa ville natale avant de se fixer à Mons, en Belgique.
- Stanislas-Joseph Cadet de Beaupré, né aussi à Valenciennes, le 25 mai 1787, il a eu pour parrain le graveur en médaille Jean-Pierre-Joseph Despujol. Il a commencé ses études de sculpture à Valenciennes et y a obtenu une médaille d'honneur du dessin en 1803 et de sculpteur en 1804. Mais il a rapidement abandonné sa carrière de sculpteur pour s'engager comme musicien dans le 44e régiment de ligne. Il est mort en Allemagne en 1806.
- Augustin-Phidias Cadet de Beaupré, né à Valenciennes le 28 avril 1800, mort à Lille en 1864, qui a remplacé son père comme professeur de sculpture à Lille[6]. Il a été le professeur de Carolus-Duran. Il a été marié le 1er mai 1828 à Geneviève Lucie Delevoy[7] dont il a eu :
  - Henriette Estelle Julie Cadet de Beaupré, née à Lille le 21 janvier 1835, mariée le 9 septembre 1857 avec Bienaimé Désiré Jean-Baptiste Pourrez, filateur de coton, né à Lille en 1835[8].

## Ses œuvres
- « Nymphe et satyre » : sculpture en cire sur ardoise (d. 0,23 m) (Salon de 1782), au musée des beaux-arts de Valenciennes (voir);
- « La ville de Valenciennes protégeant les Arts » : bas-relief en plâtre exécuté en concours pour la place de professeur à l'Académie en 1785[9];
- « Lutteur –scène érotique » : sculpture en cire sur ardoise, au musée des beaux-arts de Valenciennes(voir);
- Voltaire : buste en terre-cuite au musée de Valenciennes (voir);
- Charles  Caullet - peintre : buste en terre-cuite (h. 0,42 m) au musée de Douai[10];
- Catherine-Joséphine Duchesnois – tragédienne  de la Comédie-Française: buste en terre-cuite au musée de Valenciennes (1808)(voir);
- Alexandre-Denis de Pujol de Mortry[11]: buste en terre-cuite au musée de Valenciennes (voir) ;
- Statue de Notre-Dame, dans la basilique Notre-Dame du Saint-Cordon de Valenciennes, serait de J-B Cadet de Beaupré (voir);
- Statue de Rosalie Durieux : terre-cuite (voir);
- Statue de Louis XVIII : statue érigée initialement dans la cour de la Bourse à Lille; elle est enlevée en 1830 ;  le modèle en plâtre est au musée des beaux-arts de Douai;
- Madame Ponsart de Montfort : buste en terre-cuite (voir);
- Jean-Joseph Pruvost-Mustelier – marchand tapissier à Valenciennes : buste en terre-cuite au musée de Valenciennes (voir.

## Élèves
- Benoît Bodendieck